# Elisabeth Köstinger

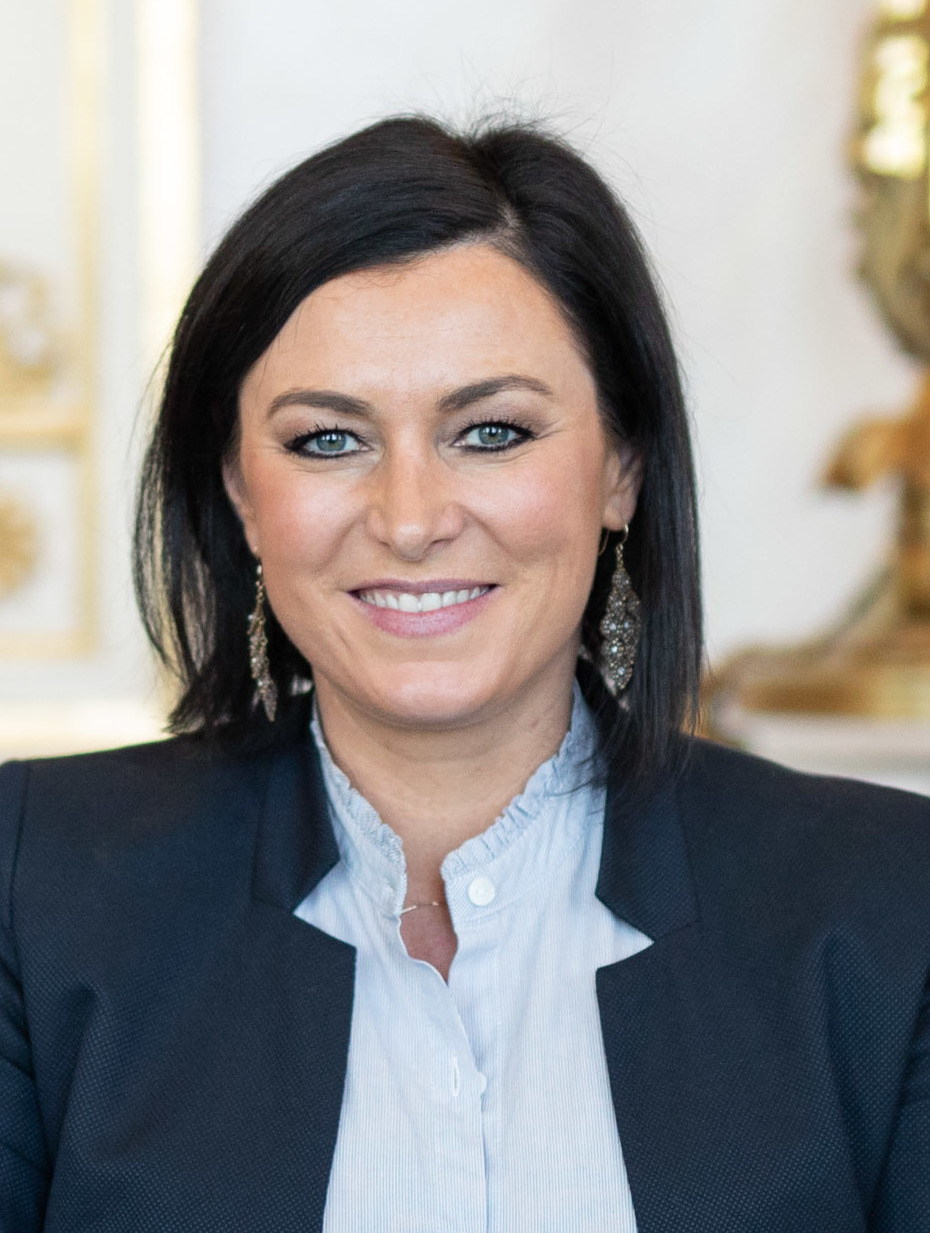
Elisabeth Köstinger (2020)

Elisabeth „Elli“ Köstinger (* 22. November 1978 in Wolfsberg, Kärnten) ist eine ehemalige österreichische Politikerin (ÖVP). Von 2009 bis 2017 war sie Abgeordnete im EU-Parlament und von 2014 bis 2017 Bundesparteiobmann-Stellvertreterin. Von Mai 2017 bis Jänner 2018 war sie Generalsekretärin ihrer Partei und anschließend kurzzeitig Präsidentin des Nationalrates. Von Dezember 2017 bis Juni 2019 war sie Bundesministerin für Nachhaltigkeit und Tourismus in den Bundesregierungen Kurz I und Löger.
In der Zeit vom 7. Jänner 2020 bis zum 18. Mai 2022 bekleidete sie das Amt der Bundesministerin für Landwirtschaft, Regionen und Tourismus in den österreichischen Bundesregierungen Kurz II, Schallenberg und Nehammer.

## Leben
Elisabeth Köstinger absolvierte die Volksschule Granitztal sowie die Hauptschule St. Paul im Lavanttal und legte 1998 ihre Matura an der Höheren Bundeslehranstalt Wolfsberg ab. Von 1999 bis 2003 war sie als Assistentin in der Kärntner Gebietskrankenkasse tätig. Anschließend begann sie an der Alpen-Adria-Universität Klagenfurt Publizistik, Kommunikationswissenschaften und Angewandte Kulturwissenschaft zu studieren.
Aufgrund ihrer Arbeit als EU-Parlamentarierin brach sie das Studium jedoch ab. Von 2003 bis 2009 arbeitete sie als Freiberuflerin in diversen Kommunikationsbereichen.
Sie hat mit ihrem Partner Thomas Kassl einen Sohn (* 2018).

## Politische Laufbahn

### Anfänge
Köstinger engagierte sich in Landjugendorganisationen: Von 1995 bis 1997 leitete sie die Landjugendgruppe Granitztal, danach wurde sie Bezirksleiterin in Wolfsberg sowie Landesleiterin in Kärnten. Von 2002 bis 2006 hatte sie die Führung der Bundesorganisation der Landjugend Österreich inne. In dieser Zeit war sie Delegierte zum Europäischen Rat der Junglandwirte (CEJA).
Von 2007 bis 2012 war Köstinger Bundesobfrau der Österreichischen Jungbauernschaft (Bauernbund-Jugend). Sie ist unter anderem selbst Absolventin der „aufZAQ“-Ausbildung der österreichischen Landjugend sowie der EDUCA-Ausbildung der Österreichischen Jungbauernschaft. Seit 2009 ist sie Vizepräsidentin des Österreichischen Bauernbundes. Im Jahr 2012 wurde Köstinger für das laufende Jahr Präsidentin von ‚wald.zeit Österreich – Plattform für Waldkommunikation‘.

### Parteiinterner Aufstieg
Ab Oktober 2014 war Köstinger Vizepräsidentin des Ökosozialen Forums sowie Präsidentin des Ökosozialen Forums Europa. Im November 2014 wurde sie zur Bundesparteiobmann-Stellvertreterin der ÖVP gewählt. Im Juli 2015 wurde sie stellvertretende Vorsitzende der Politischen Akademie der ÖVP.

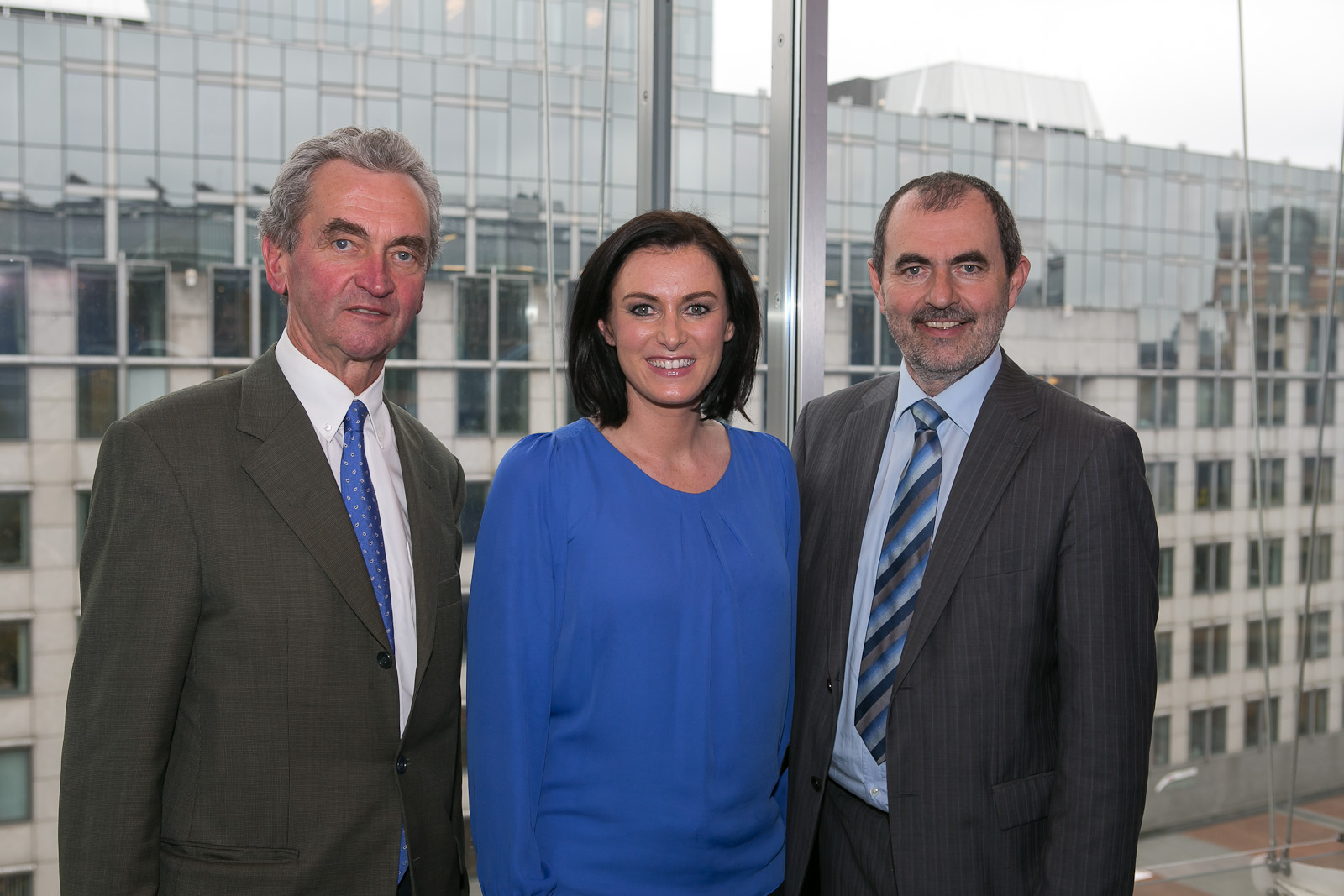
Elisabeth Köstinger (Mitte) als EU-Parlaments-Abgeordnete (2015)

### EU-Parlament
Ab Beginn der Legislaturperiode 2009 war Köstinger Mitglied des Europäischen Parlaments, bei der Europawahl 2014 wurde sie wiedergewählt. Von 2011 bis 2017 war sie dort Parlamentarische Geschäftsführerin und Delegationsleiter-Stellvertreterin der ÖVP-Delegation. Sie war Mitglied in den Ausschüssen für Landwirtschaft und ländliche Entwicklung (AGRI) und die Rechte der Frau und die Gleichstellung der Geschlechter (FEMM) sowie stellvertretendes Mitglied und stellvertretende Sprecherin der Europäischen Volkspartei (EVP) im Ausschuss für Umweltfragen, öffentliche Gesundheit und Lebensmittelsicherheit (ENVI). Zudem war sie sowohl Vizevorsitzende in der Delegation in den Ausschüssen für parlamentarische Kooperation EU-Armenien, EU-Aserbaidschan und EU-Georgien als auch Mitglied in der Delegation in der parlamentarischen Versammlung EURO-NEST sowie stellvertretendes Mitglied in der Delegation in der paritätischen parlamentarischen Versammlung AKP-EU. Des Weiteren war sie Vizepräsidentin der Arbeitsgruppe Forst Management & Agro-Forst in der Intergruppe „Climate Change, Biodiversity & Sustainable Development“.

### Bundesministerin 2017–2019
Nach der Wahl von Sebastian Kurz zum Parteiobmann der ÖVP im Mai 2017 wurde Köstinger zur Generalsekretärin bestellt. Neben Kurz, Gernot Blümel, Stefan Steiner und Bettina Glatz-Kremsner gehörte sie der Steuerungsgruppe der ÖVP im Zuge der Regierungsbildung nach der Nationalratswahl 2017 an. Am 9. November 2017 wurde sie als Abgeordnete zum österreichischen Nationalrat angelobt und anschließend zur Präsidentin des österreichischen Nationalrates gewählt. Sie folgte damit der SPÖ-Politikerin Doris Bures nach. Bereits zu diesem Zeitpunkt wurde sie in den Koalitionsverhandlungen von ÖVP und FPÖ als Ministerkandidatin gehandelt, weshalb sie als erste gewählte Präsidentin des Nationalrates weniger als 70 Prozent der Stimmen der Abgeordneten erhielt (66,86 Prozent). Fünf Wochen später wechselte sie in die Bundesregierung; ihr Nachfolger als Nationalratspräsident wurde Wolfgang Sobotka.
Am 18. Dezember wurde Köstinger von Bundespräsident Alexander Van der Bellen zunächst als Bundesministerin für Land- und Forstwirtschaft, Umwelt und Wasserwirtschaft ernannt und angelobt; mit den am 8. Jänner 2018 in Kraft getretenen Änderungen der Zuständigkeitsbereiche in einigen Ministerien wurde sie Bundesministerin für Nachhaltigkeit und Tourismus.
Nach der Geburt ihres Sohnes Anfang Juli 2018 gab sie ihr Ministeramt bis Ende August vorübergehend an Juliane Bogner-Strauß ab.
Mit Angelobung der Bundesregierung Bierlein schied sie aus der Bundesregierung aus. Ab dem 12. Juni 2019 war sie wieder Nationalratsabgeordnete.

### Bundesministerin 2020–2022
Nach ihrem Wechsel in die Bundesregierung Kurz II rückte für sie Peter Weidinger im Nationalrat nach. Sie behielt auch in den Bundesregierungen Schallenberg und Nehammer ihr Amt.
Am 9. Mai 2022 gab Köstinger „nach getaner Arbeit“ ihren Rückzug aus der Politik bekannt. Am selben Tag, kurz vor dem bevorstehenden Bundesparteitag der ÖVP am 14. Mai 2022, erklärte auch Wirtschaftsministerin Margarete Schramböck ihren Rücktritt. Nachfolger als Landwirtschaftsminister wurde am 18. Mai Norbert Totschnig.

### Privatwirtschaft ab 2022
Am 22. August 2022 wurde bekannt, dass Köstinger Chief Executive Officer (CEO) des österreichischen Unternehmens Mountain-View Data wird. Das Unternehmen mit Sitz in Diex beschäftigt sich mit Finanzdaten und befindet sich im Eigentum von Christian Baha. Köstinger teilt sich die Geschäftsführung mit zwei weiteren Personen, darunter der ehemalige Generalsekretär des Bundesministerium für Landwirtschaft, Regionen und Tourismus, Gernot Maier.
Ab April 2023 soll sie strategische Beraterin bei der Baha-Gruppe werden, die Geschäftsführung bei Mountain View Data soll sie Ende März 2023 zurücklegen. Bei der Ryanair wurde sie zur Aufsichtsrätin ab dem 1. April 2023 bestellt.
Ende 2023 wurde sie für den Universitätsrat der Modul University Vienna nominiert.

## Auszeichnungen
- 2014: EU-Abgeordnete des Jahres (Kategorie: Landwirtschaft und ländliche Angelegenheiten)[24]